# Isomyia tibialis
Isomyia tibialis är en tvåvingeart som först beskrevs av Villeneuve 1927.  Isomyia tibialis ingår i släktet Isomyia och familjen Rhiniidae.
Artens utbredningsområde är Taiwan. Inga underarter finns listade i Catalogue of Life.